# ألكسندر فولتون
ألكسندر فولتون (بالإنجليزية: Alexander Fulton)‏ هو صاحب متجر ‏ أمريكي، ولد في 29 أغسطس 1805 في مقاطعة هنتينغدون في الولايات المتحدة، وتوفي في 17 يناير 1885 في فيرفيلد في الولايات المتحدة.